# Major League Baseball 1968
Prima dell'inizio della stagione 1968 della MLB la squadra degli Athletics fu trasferita da Kansas City in Missouri ad Oakland in California.
L'All-Star Game si disputò il 9 luglio all'Astrodome di Houston e fu vinto dalla selezione della National League per 1 a 0.
Le World Series si disputarono tra il 2 e il 10 ottobre e furono vinte dai Detroit Tigers, per la terza volta nella loro storia, per 4 partite a 3 sui St. Louis Cardinals.

## Regular Season

### American League
| #  | Squadra             | Vittorie | Sconfitte | Perc. | Diff. |
| -- | ------------------- | -------- | --------- | ----- | ----- |
| 1  | Detroit Tigers      | 103      | 59        | .636  | -     |
| 2  | Baltimore Orioles   | 91       | 71        | .562  | 12.0  |
| 3  | Cleveland Indians   | 86       | 75        | .534  | 16.5  |
| 4  | Boston Red Sox      | 86       | 76        | .531  | 17.0  |
| 5  | New York Yankees    | 83       | 79        | .512  | 20.0  |
| 6  | Oakland Athletics   | 82       | 80        | .506  | 21.0  |
| 7  | Minnesota Twins     | 79       | 83        | .488  | 24.0  |
| 8  | California Angels   | 67       | 95        | .414  | 36.0  |
| 8  | Chicago White Sox   | 67       | 95        | .414  | 36.0  |
| 10 | Washington Senators | 65       | 96        | .404  | 37.5  |

### National League
| #  | Squadra               | Vittorie | Sconfitte | Perc. | Diff. |
| -- | --------------------- | -------- | --------- | ----- | ----- |
| 1  | St. Louis Cardinals   | 97       | 65        | .599  | -     |
| 2  | San Francisco Giants  | 88       | 74        | .543  | 9.0   |
| 3  | Chicago Cubs          | 84       | 78        | .519  | 13.0  |
| 4  | Cincinnati Reds       | 83       | 79        | .512  | 14.0  |
| 5  | Atlanta Braves        | 81       | 81        | .500  | 16.0  |
| 6  | Pittsburgh Pirates    | 80       | 82        | .494  | 17.0  |
| 7  | Los Angeles Dodgers   | 76       | 86        | .469  | 21.0  |
| 7  | Philadelphia Phillies | 76       | 86        | .469  | 21.0  |
| 9  | New York Mets         | 73       | 89        | .451  | 24.0  |
| 10 | Houston Astros        | 72       | 90        | .444  | 25.0  |

### Record Individuali

#### American League
| Stat. | Giocatore        | Squadra             | Totale |
| ----- | ---------------- | ------------------- | ------ |
| AVG   | Carl Yastrzemski | Boston Red Sox      | .301   |
| HR    | Frank Howard     | Washington Senators | 44     |
| RBI   | Ken Harrelson    | Boston Red Sox      | 109    |
| R     | Dick McAuliffe   | Detroit Tigers      | 95     |
| H     | Bert Campaneris  | Oakland Athletics   | 177    |
| SB    | Bert Campaneris  | Oakland Athletics   | 62     |

| Stat. | Giocatore      | Squadra           | Totale |
| ----- | -------------- | ----------------- | ------ |
| W     | Denny McLain   | Detroit Tigers    | 31     |
| L     | George Brunet  | California Angels | 17     |
| ERA   | Luis Tiant     | Cleveland Indians | 1.60   |
| K     | Sam McDowell   | Cleveland Indians | 283    |
| IP    | Denny McLain   | Detroit Tigers    | 336    |
| SV    | Al Worthington | Minnesota Twins   | 18     |

#### National League
| Stat. | Giocatore      | Squadra              | Totale |
| ----- | -------------- | -------------------- | ------ |
| AVG   | Pete Rose      | Cincinnati Reds      | .335   |
| HR    | Willie McCovey | San Francisco Giants | 36     |
| RBI   | Willie McCovey | San Francisco Giants | 105    |
| R     | Glenn Beckert  | Chicago Cubs         | 98     |
| H     | Pete Rose      | Cincinnati Reds      | 210    |
| H     | Felipe Alou    | Atlanta Braves       | 210    |
| SB    | Lou Brock      | St. Louis Cardinals  | 62     |

| Stat. | Giocatore     | Squadra                          | Totale |
| ----- | ------------- | -------------------------------- | ------ |
| W     | Juan Marichal | San Francisco Giants             | 26     |
| L     | Claude Osteen | Los Angeles Dodgers              | 18     |
| L     | Ray Sadecki   | San Francisco Giants             | 18     |
| ERA   | Bob Gibson    | St. Louis Cardinals              | 1.12   |
| K     | Bob Gibson    | St. Louis Cardinals              | 268    |
| IP    | Juan Marichal | San Francisco Giants             | 326    |
| SV    | Phil Regan    | Los Angeles Dodgers Chicago Cubs | 25     |

## Post Season

### World Series
| Data                                | Squadra di casa     | Squadra ospite      | Ris.   |
| ----------------------------------- | ------------------- | ------------------- | ------ |
| 02/10                               | St. Louis Cardinals | Detroit Tigers      | 4 - 0  |
| 03/10                               | St. Louis Cardinals | Detroit Tigers      | 1 - 8  |
| 05/10                               | Detroit Tigers      | St. Louis Cardinals | 3 - 7  |
| 06/10                               | Detroit Tigers      | St. Louis Cardinals | 1 - 10 |
| 07/10                               | Detroit Tigers      | St. Louis Cardinals | 5 - 3  |
| 09/10                               | St. Louis Cardinals | Detroit Tigers      | 1 - 13 |
| 10/10                               | St. Louis Cardinals | Detroit Tigers      | 1 - 4  |
| Detroit Tigers vincono la serie 4-3 |                     |                     |        |

## Premi
- Miglior giocatore della Stagione

|    | Giocatore    | Squadra             |
| -- | ------------ | ------------------- |
| AL | Denny McLain | Detroit Tigers      |
| NL | Bob Gibson   | St. Louis Cardinals |

- Rookie dell'anno

|    | Giocatore    | Squadra          |
| -- | ------------ | ---------------- |
| AL | Stan Bahnsen | New York Yankees |
| NL | Johnny Bench | Cincinnati Reds  |

- Miglior giocatore delle World Series

| Giocatore     | Squadra        |
| ------------- | -------------- |
| Mickey Lolich | Detroit Tigers |